# 委內瑞拉馬腦炎病毒
委內瑞拉馬腦炎病毒 （英文：Venezuelan equine encephalitis，簡稱：VEE）是一種感染馬類的病毒，通常分佈於南美洲。最早在1936年於委內瑞拉發現，並因此被命名為委內瑞拉馬腦炎病毒。在1995年，有300,000人感染此病毒，当中百分之四有神經受傷傾向。1969年，此病毒經由中美洲，於1971年感染美國德州的馬匹。1993年有大量的墨西哥馬匹因受到感染而被隔離。此病毒大多是經由蚊子传染人類的。感染源头有蝙蝠、鳥類、鼠類、和熱帶小型哺乳動物，亦可經由空氣而由人和人之間傳染。

## 治療
治療因症狀而異，但此病毒相較東部馬腦炎病毒和西部馬腦炎病毒來的溫和，只有1%的人类感染此病毒后会死亡，在馬類有較高的死亡率。